# Félix Houphouët-Boigny Peace Prize

Nagroda pokojowa im. Félixa Houphouët-Boigny – nagroda ustanowiona przez UNESCO w 1990 roku.

## Historia
Na 25. Konferencji Generalnej UNESCO 120 krajów poparło rezolucję o ustanowieniu nagrody, która celem jest uhonorowanie osób żyjących, podmiotów publicznych lub prywatnych oraz instytucji, „które wniosły znaczący wkład w promowanie, poszukiwanie, obronę lub utrzymanie pokoju zgodnie z Kartą Narodów Zjednoczonych i Konstytucją UNESCO”. Zgodnie ze statutem pełna nazwa nagrody brzmi: Félix Houphouët-Boigny-UNESCO Peace Prize i ustanowiono ją, aby uczcić wkład dyktatora Wybrzeża Kości Słoniowej Félixa Houphouët-Boigny w szerzenie pokoju na świecie.

## Nagroda
Laureat otrzymuje czek w wysokości 150 000 USD, złoty medal i dyplom pokoju. Jeśli jest wielu laureatów, czek jest dzielony na równe części. Jednocześnie można przyznać ją maksymalnie trzem laureatom. Koszty były pokrywane z odsetek otrzymywanych z kapitału, którym zarządzała Foundation Félix Houphouët-Boigny for Peace Research. Obecnie (2019) sponsorem nagrody jest były prezydent Senegalu Abdou Diouf.
Kandydatów do nagrody mogą zgłaszać państwa członkowskie, organizacje pozarządowe, członkowie jury podczas obrad, laureaci nagrody, uczelnie i naukowcy, centra zajmujące się problemami pokoju, Instytuty prawa międzynarodowego, członkowie Międzynarodowego Trybunału Sprawiedliwości oraz wszystkie organizacje działające na rzecz pokoju i praw człowieka.

## Jury
Nagrodę przyznaje międzynarodowe jury składające się z 6 osób powoływanych na 2 lata (maksymalnie mogą pełnić tę funkcję przez 6 lat). Raz na 2 lata ocenia ono nominacje i do 31 marca przesyła Dyrektorowi Generalnemu UNESCO informacje o wyborze laureatów.
Obecnie (2019) jury przewodniczy Ellen Johnson Sirleaf, była prezydent Liberii, laureatka Pokojowej Nagrody Nobla. W składzie znaleźli się: François Hollande, Muhammad Yunus, księżniczka Jordanii Sumaya Bint Hassan, Forest Whitaker i Michel Camdessus.

## Laureaci
| Rok  | Laureat                  | Laureat                                                  | Kraj                   | Informacje (uzasadnienie) |
| ---- | ------------------------ | -------------------------------------------------------- | ---------------------- | --- |
| 1991 |                          | Nelson Mandela                                           | Południowa Afryka      | Nagroda została wręczona 3 lutego 1992 roku w Paryżu. Laureatów nagrodzono za ich działania na rzecz pokoju i jako hołd za to, co zrobili. |
| 1991 | Frederik Willem de Klerk |                                                          | Południowa Afryka      | Nagroda została wręczona 3 lutego 1992 roku w Paryżu. Laureatów nagrodzono za ich działania na rzecz pokoju i jako hołd za to, co zrobili. |
| 1992 |                          | Haska Akademia Prawa Międzynarodowego                    | Holandia               | Celem przyznania nagrody Haskiej Akademii było podkreślenie roli jaką powinno odgrywać prawo międzynarodowe w rozstrzyganiu sporów międzynarodowych i rozwiązywaniu problemów międzynarodowych. W uroczystości, która odbyła się w maju 1993 w Paryżu, udział wzięli m.in.: jako reprezentant laureata Roberto Ago, królowa Beatrix, Félix Houphouët-Boigny, prezydent Francji François Mitterrand, Krystyna z Hiszpanii, francuski minister ds. współpracy Michel Roussin, przewodniczący Zgromadzenia Narodowego Wybrzeża Kości Słoniowej Henri Konan Bédié, mer Paryża Jacques Chirac. |
| 1993 |                          | Icchak Rabin                                             | Izrael                 | Icchak Rabin otrzymał nagrodę wraz z Jasirem Arafatem, aby podkreślić ich wysiłki na rzecz pokoju między Palestyńczykami a Izraelczykami. Wręczenie nagrody miało miejsce 3 lutego 1992 roku w siedzibie UNESCO w Paryżu. Wzięli w niej udział m.in.: Abdou Diouf (patron nagrody),prezes zarządu Marie Bernard-Meunier, przewodniczący jury Henry A. Kissinger, minister Republiki Wybrzeża Kości Słoniowej Balla Keita, Jacques Chirac. |
| 1993 | Szimon Peres             |                                                          | Izrael                 | Icchak Rabin otrzymał nagrodę wraz z Jasirem Arafatem, aby podkreślić ich wysiłki na rzecz pokoju między Palestyńczykami a Izraelczykami. Wręczenie nagrody miało miejsce 3 lutego 1992 roku w siedzibie UNESCO w Paryżu. Wzięli w niej udział m.in.: Abdou Diouf (patron nagrody),prezes zarządu Marie Bernard-Meunier, przewodniczący jury Henry A. Kissinger, minister Republiki Wybrzeża Kości Słoniowej Balla Keita, Jacques Chirac. |
| 1993 |                          | Jasir Arafat                                             | Autonomia Palestyńska  | Icchak Rabin otrzymał nagrodę wraz z Jasirem Arafatem, aby podkreślić ich wysiłki na rzecz pokoju między Palestyńczykami a Izraelczykami. Wręczenie nagrody miało miejsce 3 lutego 1992 roku w siedzibie UNESCO w Paryżu. Wzięli w niej udział m.in.: Abdou Diouf (patron nagrody),prezes zarządu Marie Bernard-Meunier, przewodniczący jury Henry A. Kissinger, minister Republiki Wybrzeża Kości Słoniowej Balla Keita, Jacques Chirac. |
| 1994 |                          | Jan Karol I Burbon                                       | Hiszpania              | Wyróżniono króla Hiszpanii za jego wkład w ochronę mniejszości w procesie przechodzenia do demokracji oraz za rolę jaką odgrywa Hiszpania w procesie pojednania na arenie międzynarodowej. Jimmy Carter zarówno jako przewodniczący Carter Center oraz sam osobiście wielokrotnie wspierał działania na rzecz pokoju. Wręczenie nagrody odbyło się 5 grudnia 1995 roku w siedzibie Fundacji Pokoju Félix Houphouët-Boigny w Jamusukro. W ceremonii wzięli udział między innymi: król Hiszpanii Jan Karol I, reprezentujący prezydenta Jimmy Cartera James Earl Carter III, prezydent Senegalu Abdou Diouf,(patron nagrody), Henri Konan Bédié (sponsor nagrody), prezydent Beninu Nicéphore Soglo, prezydent Burkina Faso Blaise Compaoré, prezydent Gabonu Omar Bongo, prezydent Gwinei Bissau Joao Bernardo Vieira, prezydent Mali Alpha Oumar Konaré, prezydent Nigru Mahamane Ousmane, sekretarz generalny ONZ Boutros Boutros-Ghali, Szulammit Alloni |
| 1994 |                          | Jimmy Carter                                             | Stany Zjednoczone      | Wyróżniono króla Hiszpanii za jego wkład w ochronę mniejszości w procesie przechodzenia do demokracji oraz za rolę jaką odgrywa Hiszpania w procesie pojednania na arenie międzynarodowej. Jimmy Carter zarówno jako przewodniczący Carter Center oraz sam osobiście wielokrotnie wspierał działania na rzecz pokoju. Wręczenie nagrody odbyło się 5 grudnia 1995 roku w siedzibie Fundacji Pokoju Félix Houphouët-Boigny w Jamusukro. W ceremonii wzięli udział między innymi: król Hiszpanii Jan Karol I, reprezentujący prezydenta Jimmy Cartera James Earl Carter III, prezydent Senegalu Abdou Diouf,(patron nagrody), Henri Konan Bédié (sponsor nagrody), prezydent Beninu Nicéphore Soglo, prezydent Burkina Faso Blaise Compaoré, prezydent Gabonu Omar Bongo, prezydent Gwinei Bissau Joao Bernardo Vieira, prezydent Mali Alpha Oumar Konaré, prezydent Nigru Mahamane Ousmane, sekretarz generalny ONZ Boutros Boutros-Ghali, Szulammit Alloni |
| 1995 |                          | Wysoki komisarz Narodów Zjednoczonych do spraw uchodźców | Szwajcaria             | Nagrodę otrzymał zarówno UNHCR, jak i pełniąca ta funkcję Sadako Ogata. W uroczystości wręczenia nagrody, która odbyła się w czerwcu 1996 roku w Paryżu wzięli m.in. udział: Abdou Diouf,(patron nagrody), Henri Konan Bédié (sponsor nagrody), sekretarz generalny Organizacji Jedności Afrykańskiej Salim Ahmed Salim, dyrektor generalny Organizacji Narodów Zjednoczonych ds. Wyżywienia i Rolnictwa Jacques Diouf, sekretarz stanu ds. Nadzwyczajnej akcji humanitarnej, reprezentujący rząd francuski Xavier Emmanuelli, dyrektor Africa Desk przy Wysokim Komisarzu ds. Uchodźców Kamel Morjane, specjalny wysłannik premiera Japonii Yoshiro Mori. |
| 1995 |                          | Sadako Ogata                                             | Japonia                | Nagrodę otrzymał zarówno UNHCR, jak i pełniąca ta funkcję Sadako Ogata. W uroczystości wręczenia nagrody, która odbyła się w czerwcu 1996 roku w Paryżu wzięli m.in. udział: Abdou Diouf,(patron nagrody), Henri Konan Bédié (sponsor nagrody), sekretarz generalny Organizacji Jedności Afrykańskiej Salim Ahmed Salim, dyrektor generalny Organizacji Narodów Zjednoczonych ds. Wyżywienia i Rolnictwa Jacques Diouf, sekretarz stanu ds. Nadzwyczajnej akcji humanitarnej, reprezentujący rząd francuski Xavier Emmanuelli, dyrektor Africa Desk przy Wysokim Komisarzu ds. Uchodźców Kamel Morjane, specjalny wysłannik premiera Japonii Yoshiro Mori. |
| 1996 |                          | Álvaro Arzú                                              | Gwatemala              | Laureatami nagrody zostali zarówno prezydent Gwatemali oraz szef ruchu partyzanckiego za to, że podjęli decyzję o zakończeniu wojny domowej. Jury chciało, aby podpisana umowa była przykładem i modelem jak należy rozwiązywać wszystkie konflikty. W ceremonii wręczenia nagrody, która odbyła się w czerwcu w Paryżu, udział wzięli między innymi: Abdou Diouf (patron nagrody). Henri Konan Bédié (sponsor nagrody), premier Haiti Rosny Smarth. |
| 1996 | Rolando Morán            |                                                          | Gwatemala              | Laureatami nagrody zostali zarówno prezydent Gwatemali oraz szef ruchu partyzanckiego za to, że podjęli decyzję o zakończeniu wojny domowej. Jury chciało, aby podpisana umowa była przykładem i modelem jak należy rozwiązywać wszystkie konflikty. W ceremonii wręczenia nagrody, która odbyła się w czerwcu w Paryżu, udział wzięli między innymi: Abdou Diouf (patron nagrody). Henri Konan Bédié (sponsor nagrody), premier Haiti Rosny Smarth. |
| 1997 |                          | Fidel Ramos                                              | Filipiny               | Laureaci otrzymali nagrodę za porozumienie, które zawarli 2 września 1996 roku, a które zakończyło konflikt pomiędzy rządem Filipin a Narodowym Frontem Wyzwolenia Moro. W ceremonia wręczenia nagrody, która odbyła się 17 czerwca 1998 roku w Dakarze (Senegal) wzięli udział między innymi: prezydent Senegalu Abdou Diouf, (patron nagrody), prezydent Wybrzeża Kości Słoniowej Henri Konan Bédié (sponsor nagrody), wiceprezydent Gabonu Didjob Di Ndinge. |
| 1997 | Nur Misuari              |                                                          | Filipiny               | Laureaci otrzymali nagrodę za porozumienie, które zawarli 2 września 1996 roku, a które zakończyło konflikt pomiędzy rządem Filipin a Narodowym Frontem Wyzwolenia Moro. W ceremonia wręczenia nagrody, która odbyła się 17 czerwca 1998 roku w Dakarze (Senegal) wzięli udział między innymi: prezydent Senegalu Abdou Diouf, (patron nagrody), prezydent Wybrzeża Kości Słoniowej Henri Konan Bédié (sponsor nagrody), wiceprezydent Gabonu Didjob Di Ndinge. |
| 1998 |                          | Sheikh Hasina Wajed                                      | Bangladesz             | Sheikh Hasina jako premier Bangladeszu 2 grudnia 1997 roku podpisała porozumienie, które zakończyło trwającą 25 lat wojnę domową pomiędzy zbrojnymi ugrupowaniami a siłami rządowymi. Natomiast George J. Mitchell, przyczynił się do podpisania porozumienia wielkopiątkowego w Irlandii (z 10 kwietnia 1998 roku w Stormont). Wybierając te kandydatury jury chciało uhonorować wysiłki podejmowane w poszukiwaniu pokoju poprzez dialog i negocjacje. W uroczystości wręczenia nagrody wzięli udział między innymi: prezydent Senegalu Abdou Diouf, prezydent Wybrzeża Kości Słoniowej Henri Konan Bédié (sponsor nagrody),minister szkolnictwa wyższego i badań naukowych Gwinei Eugène Camara, przewodniczący jury Henry Kissinger. |
| 1998 |                          | George J. Mitchell                                       | Stany Zjednoczone      | Sheikh Hasina jako premier Bangladeszu 2 grudnia 1997 roku podpisała porozumienie, które zakończyło trwającą 25 lat wojnę domową pomiędzy zbrojnymi ugrupowaniami a siłami rządowymi. Natomiast George J. Mitchell, przyczynił się do podpisania porozumienia wielkopiątkowego w Irlandii (z 10 kwietnia 1998 roku w Stormont). Wybierając te kandydatury jury chciało uhonorować wysiłki podejmowane w poszukiwaniu pokoju poprzez dialog i negocjacje. W uroczystości wręczenia nagrody wzięli udział między innymi: prezydent Senegalu Abdou Diouf, prezydent Wybrzeża Kości Słoniowej Henri Konan Bédié (sponsor nagrody),minister szkolnictwa wyższego i badań naukowych Gwinei Eugène Camara, przewodniczący jury Henry Kissinger. |
| 1999 |                          | Wspólnota Sant’Egidio                                    | Włochy                 | Nagroda miała wyrazić uznanie dla Wspólnoty Sant’Egidio za ekumeniczne pojednanie wszystkich religii w Algierii, Mozambiku, Gwinei Bissau i Jugosławii. Przewodniczący jury Henry Kissinger dodatkowo zwrócił uwagę na „wkład Wspólnoty w zrozumienie człowieka i rozwiązywanie konfliktów religijnych, politycznych i etnicznych”. |
| 2000 |                          | Mary Robinson                                            | Irelandia              | Nagroda została przyznana jak wyraz uznania dla pracy laureatki pracy na rzecz praw człowieka. |
| 2001 | Nie przyznano            | Nie przyznano                                            | Nie przyznano          | Nie przyznano |
| 2002 |                          | Xanana Gusmão                                            | Timor Wschodni         | Prezydent Timoru Wschodniego otrzymał nagrodę „ za wkład w walce o godność ludzką”. Wręczenie nagrody odbyło się w czerwcu. W paryskiej uroczystości wzięli udział m.in.: prezydent Abdou Diouf (patron nagrody), prezydent Henri Konan Bédié (sponsor nagrody), przedstawiciel prezydenta Francji Michel de Bonnecorse Benault de Lubières, ambasador nadzwyczajny, stały delegat Japonii przy UNESCO HE Teiichi Sato, – Amara Essy, tymczasowy przewodniczący Komisji Unii Afrykańskiej; – Sébastien Djédjé Dano, minister narodowego pojednania Wybrzeża Kości Słoniowej; – Mamadou Bamba, minister gabinetu, minister spraw zagranicznych Wybrzeża Kości Słoniowej; – Pedro Roseta, minister kultury Republiki Portugalskiej; – Kim Holmes, asystent sekretarza stanu ds. Organizacji międzynarodowych, Stany Zjednoczone Ameryki; – Ahmad Jalali, przewodniczący Konferencji Generalnej UNESCO;                                                       |
| 2003 |                          | Roger Etchegaray                                         | Francja                | Uroczystość wręczenia odbyła się w siedzibie UNESCO w Paryżu. Wzięli w niej udział m.in.: Henri Konan Bédié (sponsor nagrody), były premier Francji Pierre Messmer, były minister, wiceprzewodniczący Senatu Francji Alassane Ouattara, burmistrz Marsylii Jean-Claude Gaudin, Sekretarz Generalny Organizacja Współpracy Islamskiej Abdelouahed Belkeziz. Przewodniczący jury Kissinger stwierdził, że uhonorowano dwie osobistości świata religii (...) za ich wkład w rozwój dialogu i tolerancji w świecie, w którym panowała barbarzyńska przemoc oraz nienawiść. Ich praca przyczyniła się do podjęcia prac pojednania między zwaśnionymi narodami i wyznawcami dwóch różnych religii: chrześcijaństwa i islamu”. |
| 2003 |                          | Mustafa Cerić                                            | Bośnia and Hercegowina | Uroczystość wręczenia odbyła się w siedzibie UNESCO w Paryżu. Wzięli w niej udział m.in.: Henri Konan Bédié (sponsor nagrody), były premier Francji Pierre Messmer, były minister, wiceprzewodniczący Senatu Francji Alassane Ouattara, burmistrz Marsylii Jean-Claude Gaudin, Sekretarz Generalny Organizacja Współpracy Islamskiej Abdelouahed Belkeziz. Przewodniczący jury Kissinger stwierdził, że uhonorowano dwie osobistości świata religii (...) za ich wkład w rozwój dialogu i tolerancji w świecie, w którym panowała barbarzyńska przemoc oraz nienawiść. Ich praca przyczyniła się do podjęcia prac pojednania między zwaśnionymi narodami i wyznawcami dwóch różnych religii: chrześcijaństwa i islamu”. |
| 2004 | Nie przyznano            | Nie przyznano                                            | Nie przyznano          | Nie przyznano |
| 2005 |                          | Abdoulaye Wade                                           | Senegal                | Nagroda została przyznana „za wkład w demokrację w Senegalu i mediację w sporach politycznych w regionie”. Nagroda została wręczona w maju 2006 roku w Paryżu. W uroczystości wzięli udział m.in.: prezydent Francji Jacques Chirac, prezydent Nigerii Olusegun Obasanjo, prezydent Gwinei Równikowej Teodoro Obiang Nguema Mbasogo, prezydent Gwinei Bissau João Bernardo Vieira, prezydent Tanzanii Jakaya Mrisho Kikwete, prezydent Mali Amadou Toumani Touré, prezydent Madagaskaru Marc Ravalomanana, premier Nigru Hama Amadou. |
| 2006 | Nie przyznano            | Nie przyznano                                            | Nie przyznano          | Nie przyznano |
| 2007 |                          | Martti Ahtisaari                                         | Finlandia              | Założyciel organizacji pozarządowej Crisis Management Initiative otrzymał nagrodę jako wyraz uznania dla jego „ wkładu w pokój na świecie”. Był inicjatorem spotkania i podjęcia dialogu pomiędzy grupami irackich muzułmańskich sunnitów i szyitów, wspierał proces pokojowy między separatystami Indonezji i Acehu, doprowadziając do podpisania traktatu pokojowego, który zakończył konflikt w prowincji. |
| 2008 |                          | Luiz Inácio Lula da Silva                                | Brazylia               | „w uznaniu za jego działania na rzecz pokoju i równości praw, a także za jego inicjatywy na rzecz eliminacji ubóstwa w jego kraju”. W uroczystości, która odbyła się w lipcu 2009 roku w Paryżu, udział wzięli m.in.: prezydent Senegalu Abdoulaye Wade, prezydent Republiki Zielonego Przylądka Pedro Pires, prezydent Gwinei Bissau Raimundo Pereira, premier Portugalii José Socrates i brazylijscy ministrowie: Celso Amorim, Tarso Genro, Fernando Haddad, Juca Ferreira |
| 2009 | Nie przyznano            | Nie przyznano                                            | Nie przyznano          | Nie przyznano |
| 2010 |                          | Babcie z Plaza de Mayo                                   | Argentyna              | Przyznając nagrodę organizacji pozarządowej jury chciało wyrazić uznanie dla jej ponad trzydziestoletniej walki na rzecz praw człowieka, sprawiedliwość i pokój. Nagrodę wręczono we wrześniu 2011 roku. W uroczystości, która odbyła się w Paryżu udział wzięli między innymi: prezydent Burkiny Faso Blaise Compaoré, prezydent Senegalu Abdoulaye Wade, prezydent Argentyny Cristina Fernandez de Kirchner, prezydent Mauretanii Mohamed Ould Abdel Aziz, prezydent Wybrzeża Kości Słoniowej Alassane Dramane Ouattara, prezydent Senatu Gabonu Rose Francine Rogombe |
| 2011 | Nie przyznano            | Nie przyznano                                            | Nie przyznano          | Nie przyznano |
| 2012 | Nie przyznano            | Nie przyznano                                            | Nie przyznano          | Nie przyznano |
| 2013 |                          | François Hollande                                        | Francja                | Nagrodę przyznano prezydentowi Francji François Hollandowi za jego wkład w pokój i stabilizację w Afryce |
| 2017 |                          | SOS Mediterranée                                         |                        | Wręczenie nagrody odbyło się w czerwcu 2017 roku w siedzibie UNESCO w Paryżu. Na uroczystość przybyli: prezydent Republiki Wybrzeża Kości Słoniowej Alassane Ouattara, były prezydent Republiki Wybrzeża Kości Słoniowej Henri Konan Bédié (sponsor nagrody), były Prezydent Republiki Senegalu Abdou Diouf (patron nagrody), francuski minister ds. Europy i spraw zagranicznych Jean-Yves Le Drian i były prezydent Mozambiku Joaquim Chissano jako przewodniczący jury |
| 2017 |                          | Giuseppina Maria Nicolini                                | Włochy                 | Wręczenie nagrody odbyło się w czerwcu 2017 roku w siedzibie UNESCO w Paryżu. Na uroczystość przybyli: prezydent Republiki Wybrzeża Kości Słoniowej Alassane Ouattara, były prezydent Republiki Wybrzeża Kości Słoniowej Henri Konan Bédié (sponsor nagrody), były Prezydent Republiki Senegalu Abdou Diouf (patron nagrody), francuski minister ds. Europy i spraw zagranicznych Jean-Yves Le Drian i były prezydent Mozambiku Joaquim Chissano jako przewodniczący jury |
| 2019 |                          | Abiy Ahmed Ali                                           | Etiopia                | Nagrodę przyznano doceniając wkład laureata w dialog w regionie,” a w szczególności za zainicjowanie pokojowego porozumienia pomiędzy Federalną Demokratyczną Republiką Etiopii a Erytreą”. |
| 2022 |                          | Angela Merkel                                            | Niemcy                 | Nagrodę przyznano byłej kanclerz Niemiec Angeli Merkel w uznaniu jej wysiłków na rzecz przyjęcia uchodźców. |